# Mataco-Guaicurú-Sprachen

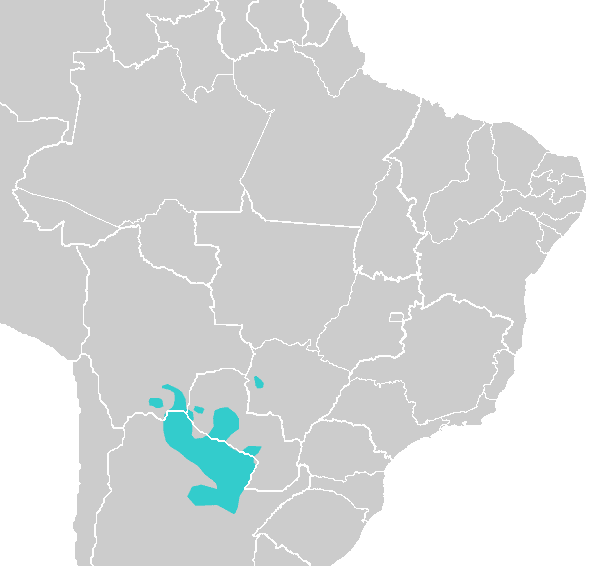

Die Mataco-Guaicurú-Sprachen gehören zu den indigenen Sprachen Südamerikas. Sie sind in Bolivien, Paraguay, dem nördlichen Argentinien (in der Region des Gran Chaco) sowie in Brasilien (südliches Grenzgebiet) beheimatet. Die sprecherreichste Sprache der Familie ist Wichí Lhamtés Vejoz mit ca. 25.000 Muttersprachlern. Sie bilden eine Sprachfamilie mit zwölf Einzelsprachen:
- Mataco:
  - Nivaclé [cag] (Paraguay u. Argentinien; ca. 18.200 Sprecher)
  - Chorote, Iyo’wujwa [crq] (Argentinien u. Bolivien; ca. 2.000 Sprecher)
  - Chorote, Iyojwa’ja [crt] (Argentinien; ca. 800 Sprecher)
  - Maca [mca] (Paraguay; ca. 1.500 Sprecher)
  - Wichí Lhamtés Nocten [mtp] (Bolivien u. Argentinien; ca. 1.900 Sprecher)
  - Wichí Lhamtés Güisnay [mzh] (Argentinien; ca. 15.000 Sprecher)
  - Wichí Lhamtés Vejoz [wlv] (Argentinien; ca. 25.000 Sprecher)

- Guaicurú:
  - Abipon [axb] (Argentinien; ausgestorben)
  - Kadiwéu [kbc] (Brasilien; ca. 1.200 Sprecher)
  - Mocoví [moc] (Argentinien; ca. 4.500 Sprecher)
  - Pilagá [plg] (Argentinien; ca. 2.000 Sprecher)
  - Toba [tob] (Argentinien, Bolivien u. Paraguay; ca. 20.700 Sprecher)